# Petter Menning
Petter Menning, nato come Petter Öström (Stoccolma, 8 agosto 1987), è un canoista svedese, specializzato nel kayak velocità.

## Biografia
Ai campionati mondiali di Duisburg 2013 si è laureato campione del mondo nella specialità del K1 100 metri.
Agli Campionati europei di canoa/kayak sprint di Montemor-o-Velho 2013 ha ottenuto la medaglia d'oro nel K1 100 metri, superando in finale il serbo Marko Dragosavljević ed il tedesco Tom Liebscher.
Ai mondiali di Mosca 2014 si è classificato secondo nel K1 100 m, finendo la gara alle spalle del canadese Mark de Jonge.
Ai Giochi europei di Baku 2015 ha vinto la medaglia d'oro nel K1 200 metri. Originariamente aveva vinto la medaglia d'argento, ma a seguito della squalifica per doping dell'ungherese Miklós Dudás, che aveva vinto la gara, ha scalato una posizione.
Ai campionati mondiali di Milano 2015 ha vinto la medaglia di bronzo nel K1 200 metri. Il risultato gli ha consentito la qualificazione alle Olimpiadi.
Ha rappresentato la Svezia ai Giochi olimpici estivi di Londra 2012, gareggiando nel concorso della velocità K1 200 metri, dove ha concluso al decimo posto.

## Palmarès
- Mondiali

Duisburg 2013: oro nel K1 200 m;
Mosca 2014: argento nel K1 200 m;
Milano 2015: bronzo nel K1 200 m;
- Europei

Montemor-o-Velho 2013: oro nel K1 200 m;
Račice 2015: argento nel K1 200 m;
Mosca 2016: argento nel K1 200 m;
- Giochi europei

Baku 2015: oro nel K1 200m;